# Маркюс Тюрам
Маркюс Тюрам (на френски: Marcus Thuram) е френски футболист, нападател, който играе за италианският Интер.

## Кариера

### Сошо
Тюрам започва професионалната си кариера в Сошо, където играе и за младежкия отбор на клуба. Той прави своя дебют в Лига 2 на 20 март 2015 г. срещу Шатору, заменяйки Едуард Бутин в 83-та минута. Той изиграва общо 43 мача за Сошо и вкарва един гол при загубата с 1:3 от Тур на 14 април 2017 г.

### Гингам
На 5 юли 2017 г. Тюрам преминава в клуба от Лига 1 Гингам срещу неразкрита сума. През август 2018 г. привлича вниманието с играта си срещу вратаря на Пари Сен Жермен Джанлуиджи Буфон, дългогодишен съотборник на баща му в Парма и Ювентус.
Тюрам вкарва дузпа в добавено време на 9 януари 2019 г., за да елиминира носителя на трофея ПСЖ от четвъртфиналите за Купата на Лигата, след като по-рано пропуска при победата с 2:1 на Парк де Пренс. Двадесет дни по-късно отбелязва изравнителния гол при домакинското равенство 2:2 с Монако на полуфинала, а опитът му в последвалата дузпа е спасен от Даниел Субашич, въпреки че Гингам продължава.

### Борусия Мьонхенгладбах

#### 2019/20
На 22 юли 2019 г. Борусия Мьонхенгладбах обявява, че е подписал договор с Тюрам за четири години. Трансферната сума платена на Гингам, се счита за 12 милиона евро. Той получава фланелката с номер 10, освободена от Торган Азар след преминаването му в Борусия Дортмунд. Тюрам дебютира за Гладбах на 9 август в първия кръг за купата на Германия като гост на клуба от Втора Бундеслига Зандхаузен и отбелязва единствения гол. Тюрам отбелязва първите си голове в Бундеслигата при петото си участие на 22 септември, отбелязвайки и при двете домакински победи с 2:1 над Фортуна Дюселдорф.
На 31 май 2020 г. Тюрам отбелязва два гола при победа с 4:1 над Унион Берлин. Той коленичи след първия си гол в мача и посвещава удара в чест на продължаващите протести в Съединените американски щати след убийството на Джордж Флойд.

#### 2021–2023
На 27 октомври 2020 г. Тюрам отбелязва два гола при равенство 2:2 с Реал Мадрид в груповата фаза на Шампионската лига. На 19 декември Тюрам е изгонен за наплюване в лицето на опонента си Щефан Пош, когато Гладбах губи с 1:2 от ТШГ 1899 Хофенхайм и получава наказание от шест мача и глоба от €40 000.
Тюрам не успява да отбележи в първите си 15 мача в Бундеслигата от сезон 2021/22. По-късно той отбелязва само три гола, по един срещу Волфсбург, Щутгарт и Гройтер Фюрт.
Към ноември 2022 г. Тюрам успява да вкара 10 гола в 15 мача от Бундеслигата, в които изравнява личния си рекорд от дебютния сезон.
През април 2023 г. спортният директор на Гладбах Роланд Виркус потвърждава, че Тюрам ще напусне клуба в края на сезона, след като е избрал да не подновява договора си.

### Интер Милано
На 1 юли 2023 г. Тюрам е официално подписан като свободен агент от отбора от Серия А, Интер Милано. Неговият договор с клуба е до юни 2028 г. На 3 септември той вкарва първия си гол при победата с 4:0 над Фиорентина. На 3 октомври вкарва първия си гол в Шампионската лига за клуба при победата с 1:0 над Бенфика Лисабон в груповата фаза, като става третият французин, вкарвал гол в това състезание за Интер след Юри Джоркаеф (1998 г. срещу Щурм Грац) и Патрик Виейра (2006 г. срещу Байерн Мюнхен). Той вкарва 13 гола и добавя равен брой асистенции, като Интер печели Серия А през първия си сезон.

## Успехи
Интер
- Серия А: 2023/24[23]
- Суперкопа Италиана: 2023[24]